# Айріс Апфель
Айріс Апфель (англ. Iris Apfel, [ˈæpfɛl], до шлюбу Баррел; 29 серпня 1921, Нью-Йорк, США – 1 березня 2024, Палм-Біч, Флорида, США) — американська підприємиця, дизайнерка інтер'єрів, модельєрка, знана своїм екстравагантним стилем, відвертою індивідуальністю та великими окулярами. У 1950—1992 роках разом з чоловіком займалася текстилем, зокрема уклала контракт з Білим домом, який охоплював дев'ять президентів. Відійшовши від справ, отримала визнання за показ 2005 року в Інституті костюма в Музеї мистецтва Метрополітен своєї колекції біжутерії та одягу. Стала іконою моди, була в центрі уваги документального фільму Альберта Мейслза «Айріс» 2014 року, 2019 року підписала контракт з IMG як модель у віці 97 років. 102-річна довгожителька.

## Ранні роки
Народилася 29 серпня 1921 року в єврейській родині в Асторії, штат Квінз, Нью-Йорк. Була єдиною дитиною Семюеля Баррела (1897—1967), чия сім'я володіла скляним і дзеркальним бізнесом, і його дружини російського походження Саді «Сід» Баррел (до шлюбу Асофскі, 1898—1998), власниці модного бутика. Її дідусь Морріс Барель (при народженні Маєр Баррел) емігрував із Кам'янки-Бузької, Галичина (нині Україна).
Хоча її виховували на фермі, вона часто їздила на метро в місто, щоб дослідити Мангеттен, де закохалася в Грінвіч-Вілледж. У дитинстві відвідувала там антикварні магазини, започаткувавши свою надзвичайну колекцію коштовностей з усього світу. Під час Великої депресії вміння сім'ї шити, драпірувати, клеїти, малювати та хист до дизайну і стилю дуже допомагали.
Айріс вивчала історію мистецтва в Нью-Йоркському університеті та навчалася в художній школі в Університеті Вісконсину.

## Кар'єра
У молодості Айріс Баррел працювала копірайтеркою для «Women's Wear Daily», заробляючи 15 доларів на тиждень, і на дизайнерку інтер'єрів Елінор Джонсон, прикрашаючи квартири для перепродажу. Якийсь час працювала асистенткою ілюстратора Роберта Гудмана.
22 лютого 1948 року Айріс Баррел одружилася з Карлом Апфелем. 1950 року вони заснували текстильну фірму Old World Weavers і керували нею до виходу на пенсію 1992 року. Апфелі спеціалізувалися на відтворенні тканин XVII, XVIII та XIX століть і двічі на рік їздили до Європи у пошуках текстилю, якого не могли знайти в США. Виставковий зал компанії в Нью-Йорку розташовувався на 57-й вулиці на Мангеттені.
За свою кар'єру Айріс Апфель брала участь у різноманітних проєктах реставрації дизайнів, зокрема робота в Білому домі для дев'яти президентів: Гаррі Трумена, Дуайта Ейзенхауера, Джона Кеннеді, Ліндона Джонсона, Річарда Ніксона, Джеральда Форда, Джиммі Картера, Рональда Рейгана і Біллі Клінтона. На її думку, контракт з Білим домом — один з найпростіших серед клієнтів Old World Weavers, оскільки це було лише відтворення того, що було раніше. Єдиним винятком стала Жаклін Кеннеді. Апфель пригадує: «Вона найняла дуже знаного паризького дизайнера, щоб надати лиску будинку і зробити його справді французьким, і група дизайнерів розгнівалася. Нам довелося викинути все та почати спочатку. Але мені сподобалася місис Ніксон. Вона була чарівною».
Завдяки бізнесу подружжя подорожувало світом. Апфель купувала незахідний одяг місцевих майстрів й одягала його на світські вечірки клієнтів.
2011 року Айріс Апфель стала гостьовою професором Техаського університету в Остіні на відділі текстилю та одягу.
2016 року знялася в телевізійній рекламі французького автомобіля DS3 і була обличчям австралійського бренду Blue Illusion. У березні 2016 року оголосила про співпрацю з технологічним стартапом WiseWear над майбутньою лінійкою розумних прикрас. 2018 року HarperCollins опублікував її біографію «Айріс Апфель: Випадкова ікона».
2019 року підписала модельний контракт зі світовим агентством IMG. Томмі Хілфігер заохочував її підписати офіційне представництво.

## Особисте життя
Апфелі не мали дітей, частково через велику кількість ділових подорожей; Айріс не хотіла, щоб її дітей виховувала няня.
Улюблений аромат пари — Yatagan від Caron.
1 серпня 2015 року чоловік, з яким вона була одружена 67 років, помер у 100-річному віці.. 29 серпня 2021 року Айріс Апфель відсвяткувала своє 100-річчя.

### Смерть
Айріс Апфель померла у своєму будинку в Палм-Біч, Флорида, 1 березня 2024 року у 102 роки. Похована на цвинтарі Бет-Девід.

### Музейні ретроспективи
13 вересня 2005 року в Інституті костюма Музею мистецтв Метрополітен в Нью-Йорку відбулася прем'єра виставки її стилю «Rara Avis [Rare Bird]: The Irreverent Iris Apfel». Це перша виставка музею одягу та аксесуарів, присвячена живій людині, яка не була дизайнером. Успіх виставки, куратором якої був Стефан Гоуї-Таунер спонукав до пересувної версії в Музеї мистецтв Нортона у Вест-Палм-Біч, штат Флорида, в Музеї мистецтв округу Нассау в Рослін-Гарбор, Нью-Йорк, а пізніше в Музеї Пібоді Ессекс в Сейлемі, Массачусетс.
Музей історії трибу та моди в Бойнтон-Біч, штат Флорида, планує розмістити колекцію одягу, аксесуарів і меблів Апфель.

### Документальні фільми
Альберт Мейслз зняв документальний біографічний фільм «Айріс», прем'єра якого відбулася на Нью-Йоркському кінофестивалі у жовтні 2014 року. Magnolia Pictures придбала стрічку для прокату в кінотеатрах США 2015 року. У вересні 2014 року дала інтерв'ю у «Advanced Style Film: Featurette».
Айріс Апфель була представлена у документальному фільмі 2017 року «Якщо ти ще живий, поснідай».

### Фільми
На основі Айріс Апфель створили Едну Мод, персонажку анімаційного фільму «Суперсімейка» та його продовженні «Суперсімейка 2». Іншими натхненницями були художниця по костюмах Едіт Гед, головна редакторка журналу «Вог» Анна Вінтур й акторка Лінда Гант.

### Лялька Барбі
2018 року компанія Mattel створила ляльку Барбі за образом Айріс Апфель, і вона стала найстаршою людиною, яку втілили в Барбі. Крім того, вона отримала найвищу нагороду від бренду. Барбі, випущена разом із книгою Апфель, не продавалася, але компанія Mattel також виготовила дві ляльки Барбі «Стилізовано під Айріс Апфель» для продажу.

### Нагороди та відзнаки
2013 року Апфель увійшла до списку «Ґардіан» п'ятдесяти «Найкраще одягнених за 50».
Нагороджена спеціальною нагородою року «Жінки разом» на 12-му щорічному гала-концерті «Жінки разом», який відбувся в Залі Генеральної Асамблеї ООН у Нью-Йорку 7 червня 2016 року.
У листопаді 2016 року нагороджена премією до Дня жіночого підприємництва за її роботу в галузі моди в ООН у Нью-Йорку.
2017 року лауреатка «Вісім із вісімдесяти гала-концертів Нового єврейського дому».